# Versos saturnios
El verso saturnio es la forma más antigua de la métrica latina. Los poetas posteriores lo denominaron así en alusión a sus remotos orígenes (la Edad de Oro, cuando Saturno era rey de los dioses).

## Historia
Fue el metro que emplearon Livio Andrónico para su traducción o adaptación de la Odisea al latín y Nevio en su original poema épico sobre la primera guerra púnica, y es el que también aparece en la lírica religiosa tradicional (el himno de los sacerdotes arvales).
Los poetas posteriores sintieron cierta reluctancia por él. No existe acuerdo en cuanto a su esquema métrico, ni siquiera en si es de fundamento cuantitativo o acentual; sólo existe acuerdo en que cada verso se divide en dos partes, yámbica y trocaica en términos generales. El ejemplo más usualmente citado de saturnio perfecto es un verso que se supone que utilizó un miembro de la familia de los Metelos, en respuesta a los ataques de que era objeto por parte de Nevio: dabunt mallum Metelli/ Naevio poetae ("los Metelos castigarán a Nevio el poeta"). También la aliteración parece haber jugado un papel importante en el verso saturnio.

## Estructura
La mayoría de los versos saturnios, pero no todos, siguen este esquema:
- ∪ = sílaba breve.
- – = sílaba larga.
- ∪∪ = dos sílabas breves, equivalentes a una larga.
- || = cesura
- ∪ más – (x en el fin de verso) = posición ambivalente ocupada por sílaba breve o larga.
- ∪∪ más – más ∪ = posición ocupada por una cualquiera de las tres.

## Ejemplos
El epitafio del mismo Nevio está también en saturnios:
Inmortalis mortalis si foret fas flere
Flerent divæ Camenæ Nævium poetam
Itaque postquam est Orchi traditus thesauro
Obliti sunt Romæ loquier lingua Latina
Los pocos versos saturnios que quedan de la traducción latina de la Odisea por Livio Andrónico (260 - 207 a.  de C.) son estos (la cesura se marca con una barra vertical):
- Virum mihi, Camena, |  insece versutum
- Tuque mihi narrato | omnia disertim
- In Pylum devenies | aut ubi ommentans
- Ibidemque vir summus | adprimus Patroclus
- Quando dies adveniet,  | quem profata Morta est
- Atque escas habemus  |  mentionem
- Partim errant, nequinont  | Graeciam redire
- Apud nimpham Atlantis |  filiam Calipsonem

- Datos: Q1571598